# Dubrawa (rejon korieniewski)
Dubrawa (ros. Дубрава) – chutor w zachodniej Rosji, w sielsowiecie puszkarskim rejonu korieniewskiego w obwodzie kurskim.

## Geografia
Miejscowość położona jest nad bagnem Puszkaro-Żadinskoje, w pobliżu Sejmu, 5,5 km od centrum administracyjnego sielsowietu puszkarskiego (Puszkarnoje), 6 km od centrum administracyjnego rejonu (Korieniewo), 98,5 km od Kurska.

## Demografia
W 2010 r. miejscowość nie posiadała mieszkańców.